# Хуарес Флорес, Карлос
Карлос Армандо Хуарес Флорес (исп. Carlos Armando Juárez Flores; род. 21 июля 1963) — гватемальский шахматист, международный мастер (1987).
Обладатель рекорда по количеству побед в национальных чемпионатах. В период с 1980 по 2016 гг. выиграл 26 чемпионатов Гватемалы (1980, 1983—1988, 1991, 1993—2011, 2012, 2014, 2016 гг.).
В составе сборной Гватемалы участник восьми шахматных олимпиад (1982, 1986, 1988, 2004—2012 гг.).
Участник межзонального турнира 1990 г. в Маниле (4 очка из 13, +1 -5 = 6, 58—59 места).
Победитель чемпионата Центральной Америки (Мехико, 1997 г.).

## Изменения рейтинга
| Графики недоступны из-за технических проблем. См. информацию на Фабрикаторе и на mediawiki.org. |